# Грицанчук, Николай Иванович
Никола́й Ива́нович Грицанчу́к (р. 21 января 1957, Омская область) — советский и российский культуролог; поэт, художник.

## Биография
Николай Грицанчук родился 21 января 1957 года в Омской области.
Стихи, эссе, статьи публиковал в журналах «Дети Ра», «Футурум Арт», «Акт», альманахе «Черновик».
Один из организаторов конференции «„Доски судьбы“ и вокруг: эвристика и эстетика» (2006; совместно с Виктором Григорьевым, Никитой Сироткиным, Владимиром Фещенко).
Живёт в Москве.